# 刘基 (三国)
劉基（約185年—約233年），字敬輿，東漢末年與三國時代的政治人物，仕屬東吳。東漢揚州刺史劉繇之長子，吴大帝孙权之親家（女兒劉氏嫁給魯王孫霸）。弟弟為劉鑠、劉尚。

## 生平
年十四，父繇病卒，居喪盡禮，故吏餽餉，皆無所受，姿容美好，孫權愛敬之。後孫權受封驃騎將軍時，辟為東曹掾，先後拜輔義校尉、建忠中郎將。
在孫權進位吳王時擔任大司農，在任時曾與顧雍一同稱讚張溫。曾在酒宴上因為時任騎都尉虞翻對孫權不敬態度，孫權欲殺虞翻，劉基摟抱著酒後發怒失態的孫權，並勸孫權做個堯、舜般的君王；事後，孫權下令，凡在他酒醉後，下令殺人，一概不算數。之後轉任郎中令。
公元229年，孫權稱帝後，晉任光祿勳、平錄尚書事職務。

## 延伸阅读
[在维基数据编辑]
 《三國志/卷49》，出自陳壽《三國志》